# Cüneyt Arkın
Cüneyt Arkın, właśc. Fahrettin Cüreklibatır (ur. 7 września 1937 w Eskişehir, zm. 28 czerwca 2022 w Stambule) – turecki aktor filmowy, reżyser i scenarzysta.

## Filmografia
- 1982: Dünyayı Kurtaran Adam
- 1976: Maglup edilemeyenler
- 1969: Insanlar yasadikça

## Nagrody
- Festiwal Filmowy w Antalyi:
  - 1976: Złota Pomarańcza w kategorii Najlepszy aktor (Maglup edilemeyenler)
  - 1969: Złota Pomarańcza w kategorii Najlepszy aktor (Insanlar yasadikça)